# 国道348号

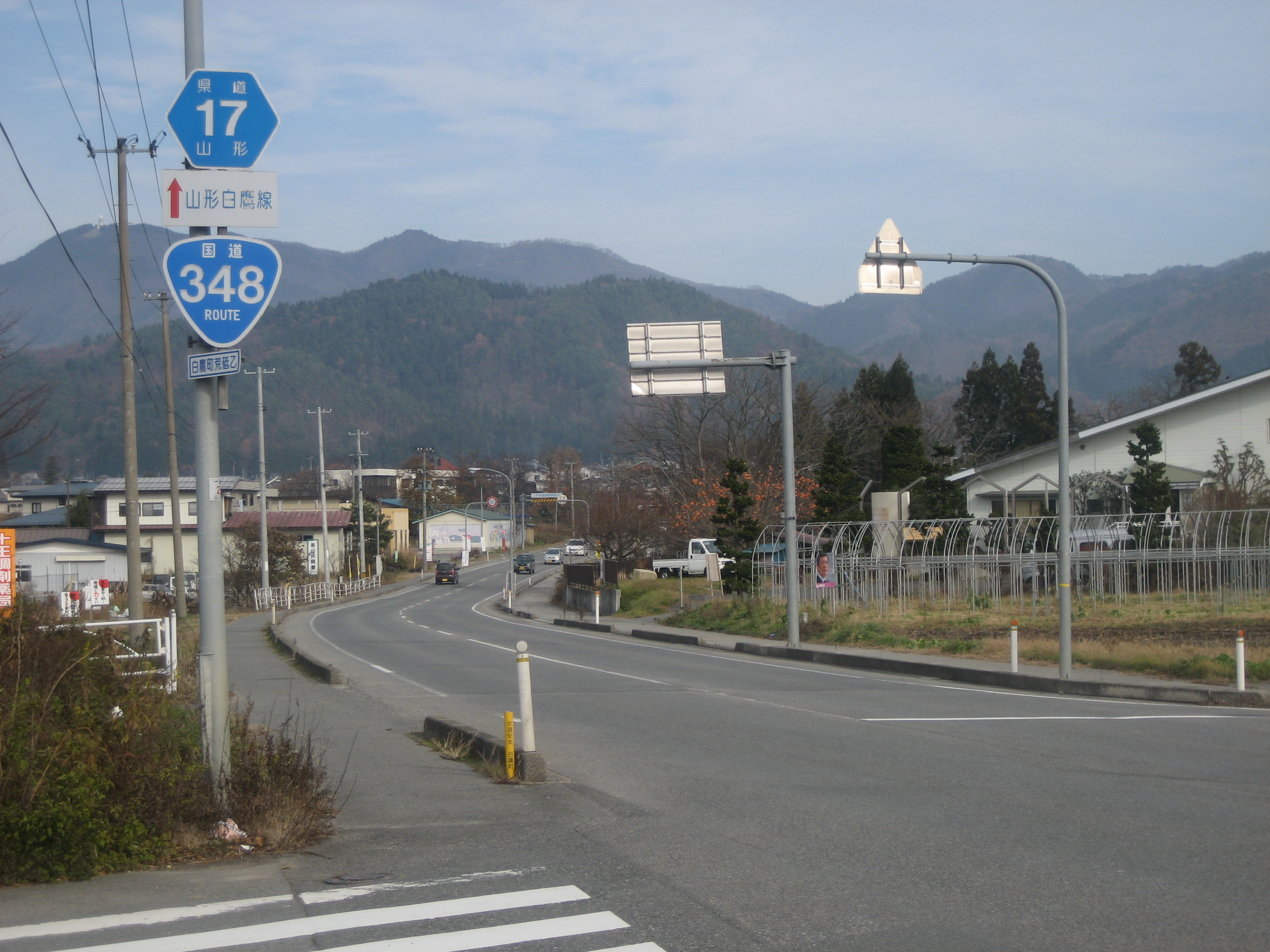
山形県白鷹町荒砥乙付近

国道348号（こくどう348ごう）は、山形県長井市から山形市に至る一般国道である。国道113号や13号線よりも信号が少なく流れが良いため、新潟から山形、仙台の裏道ルートとしても使われている。

## 概要
山形市鉄砲町から富の中までの区間は全線片側2車線で交通量が多く、朝晩は渋滞する。特に山形市南館交差点は県内屈指の混雑地点である。その後は全線片側1車線で信号も少ないが、ほとんどの区間で追い越し禁止のため、朝晩は流れが悪くなりがちである。上山市、南陽市、白鷹町は山間部（小滝峠、小滝越）を通るため、特に冬季に事故が多発している。

### 路線データ
一般国道の路線を指定する政令に基づく起終点および重要な経過地は次のとおり。
- 起点：長井市（今泉交差点 = 国道113号上）
- 終点：山形市（鉄砲町2丁目 = 国道112号交点、国道286号終点）
- 重要な経過地：山形県西置賜郡白鷹町、上山市
- 総延長 : 46.8 km（重用延長を含む）[2][注釈 2]
- 重用延長 : 18.5 km[2][注釈 2]
- 未供用延長 : なし[2][注釈 2]
- 実延長 : 28.2 km[2][注釈 2]
  - 現道 : 28.2 km[2][注釈 2]
  - 旧道 : なし[2][注釈 2]
  - 新道 : なし[2][注釈 2]
- 指定区間：なし[3]

## 歴史
- 1975年（昭和50年）4月1日 - 一般国道348号（長井市 - 山形市）として指定施行[4]。
- 1992年（平成4年） - 白鷹トンネル開通。
- 1993年（平成5年） - 境小滝トンネル、棚林トンネル開通。これにより冬季山間部の不通区間が解消され、南陽市北部、白鷹町、長井市からの山形市アクセスが格段に改善される。
- 2017年（平成29年） - 12月より上山市小白府～白鷹町滝野間が最高速度が60km/hから50km/hに引き下げられ、全区間で追い越し禁止となった。（これにより連続50km/h制限は白鷹町荒砥甲～山形市富の中、連続追い越し禁止は白鷹町十王～上山市狸森間となり、南陽市小滝区域は全線50km/h制限、追い越し禁止となった。
- 2020年（令和2年） - 白鷹町滝野で大雨による路面崩落。約1週間、全面通行止めとなった。

## 路線状況

### 別名（愛称）
- 小滝街道
- 山形西回りバイパス（西バイ）
- さんよんぱ（348をもじった言い方）

### 重複区間
- 国道113号（長井市今泉・今泉上交差点（起点） - 東置賜郡川西町西大塚）
- 国道287号（東置賜郡川西町西大塚 - 西置賜郡白鷹町荒砥甲）
- 山形県道5号山形南陽線（南陽市小滝～山形市南館）

### 道路施設

#### トンネル
- 白鷹トンネル 1003.5 m
- 境小滝トンネル 1248 m
- 棚林トンネル 152 m

## 地理

### 通過する自治体
- 山形県
  - 長井市 - 東置賜郡川西町 - 長井市 - 西置賜郡白鷹町 - 南陽市 - 上山市 - 山形市

### 交差する道路
| 交差する道路                                  | 市町村名 | 市町村名 | 交差する場所 | 交差する場所      |
| --------------------------------------------- | -------- | -------- | ------------ | ----------------- |
| 国道113号 重複区間起点                        | 長井市   | 長井市   | 今泉         | 今泉交差点 / 起点 |
| 国道113号 重複区間終点 国道287号 重複区間起点 | 東置賜郡 | 川西町   | 西大塚       |                   |
| 国道287号 重複区間終点                        | 西置賜郡 | 白鷹町   | 荒砥甲       |                   |
| 国道458号                                     | 山形市   | 山形市   |              | 長谷堂交差点      |
| 国道112号 国道286号                           | 山形市   | 山形市   | 鉄砲町2丁目  | 終点              |

### 峠
- 小滝峠
- 小滝越